# Cratichneumon davisi
Cratichneumon davisi är en stekelart som beskrevs av Bradley 1904. Cratichneumon davisi ingår i släktet Cratichneumon och familjen brokparasitsteklar. Inga underarter finns listade i Catalogue of Life.